# Alberto Guani
Alberto Guani Carrara, (Montevideo, 14 de junio de 1877 — Ib., 26 de noviembre de 1956) fue un jurista, diplomático y político uruguayo, Vicepresidente de la República entre 1943 y 1947, Primer Embajador del Uruguay en Francia, Embajador en Suiza, Imperio Austrohúngaro, Bélgica, Holanda y Gran Bretaña.

## Biografía
Estudió Derecho en Montevideo y, tras obtener el grado de doctor en leyes, impartió clases en la Universidad de Montevideo. En 1900 escribió sobre temas políticos y económicos en los diarios El Siglo y El Tiempo, además de otras publicaciones. Comenzó su carrera parlamentaria en 1907, fue elegido diputado para el período 1907-1910, y fue miembro de la Cámara de Diputados hasta 1910.
Consiguió por concurso, en competencia con Carlos Vaz Ferreira, la titularidad del Curso sobre Literatura Uruguaya del Ateneo de Montevideo. Estableció un estudio de abogacía con el Dr. Eduardo Acevedo, con quien se dedicó a los primeros casos de divorcio que había legislado la corriente progresista del primer Batllismo.
En 1920, cuando las naciones del mundo se reunían en la Conferencia de San Remo, el representante uruguayo en la misma, Doctor Alberto Guani, se manifestó a favor de las aspiraciones judías en Palestina y apoyó fervorosamente la Declaración Balfour del 2 de noviembre de 1917, hito fundamental en la creación del estado israelí. En 1948, la República Oriental del Uruguay fue unos de los primeros países en reconocer al estado de Israel.
Como miembro del Partido Colorado, Guani fue posteriormente diplomático en Suiza, Imperio Austrohúngaro, Bélgica, Holanda y Francia. Fue delegado de Uruguay en la Sociedad de Naciones, cuya Asamblea presidió en 1927. También presidió el Consejo y fue el primer uruguayo en dictar un curso de Derecho Internacional en la Academia de esa especialidad en La Haya. En vísperas de la Segunda Guerra Mundial se desempeñó como Ministro Plenipotenciario en Gran Bretaña (1936-38).
Guani luchó contra el fascismo desde la Conferencia Panamericana (1938), en cuya Tercera Reunión de Consulta (1941), estableció las bases para el cumplimiento de acuerdos militares interamericanos, mediante la inclusión en los estatutos de la denominada "Doctrina Guani".
Más adelante ocupó el cargo de Canciller de la República durante toda la presidencia de Alfredo Baldomir.
Posteriormente, en las elecciones de 1942, fue elegido por abrumadora mayoría Vicepresidente de la República (acompañando al candidato a Presidente, Juan José de Amézaga), cargo que ocupó durante los cuatro años siguientes.
Fue autor de varios textos, entre ellos La Patria Italiana y El presupuesto de la República.